# Sant Mat

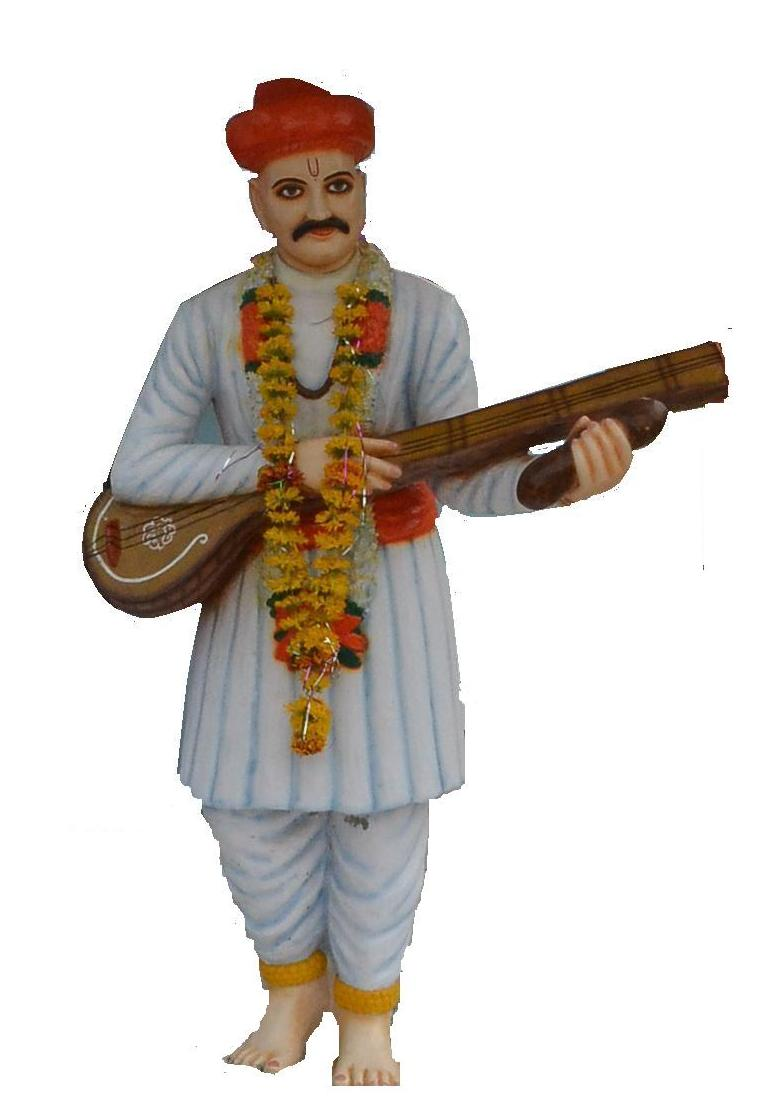
Hành giả Namdev của Sant Mat

Sant Mat là một phong trào tâm linh trên tiểu lục địa Ấn Độ từ thế kỷ XIII, tên theo nghĩa đen của nó có nghĩa là "lời dạy của Sant" (tức là các vị thánh Hindu thần bí). Về mặt thần học, các giáo lý được phân biệt bởi sự sùng kính yêu thương hướng nội của linh hồn cá nhân/bản ngã (atma) đối với Vị thần chính thiêng liêng (Parmatma). Về mặt xã hội, chủ nghĩa quân bình của nó phân biệt nó với chế độ đẳng cấp khắc nghiệt của Ấn Độ và với những người theo đạo Hindu và đạo Hồi. Các hệ phái, dòng tu của Sant Mat có thể được chia thành hai nhóm chính: một nhóm phía bắc từ các tỉnh Punjab, Rajasthan và Uttar Pradesh và một nhóm phía nam, có ngôn ngữ là tiếng Marathi cổ xưa do Namdev và các hành giả Sants khác của vùng Maharashtra làm đại diện. Ở Việt Nam triết học huyền bí này đã được biên dịch và giới thiệu qua tác phẩm "Triết Học Huyền Bí Sant Mat" của tác giả Peter Fripp do Nhà xuất bản Văn hóa Thông tin xuất bản vào năm 2019 và cuốn "Yoga Âm Lưu Cõi Trời" của tác giả Sant Kirpal Singh do Nhà xuất bản Hồng Đức phát hành vào năm 2020.

## Lịch sử
Sant Mat là phương pháp thiền quán ánh sáng và âm thanh tâm linh bên trong, đây là phương pháp thiền định cổ xưa. Hệ phái Sant Mat, thoát thai từ đạo Sikh, xuất hiện từ thế kỷ thứ XV bởi Đạo sư Guru Nanak khởi lập. Tên của dòng phái mới nầy được biết qua đạo hiệu là Sant Mat mà vẫn quen gọi là đạo Sikh, Sant Mat có một tiến bộ tâm linh đáng kể hơn, thoát ly hẳn sinh hoạt của Sikh, dù Sikh vẫn là một tôn giáo, nhưng hệ phái  Sant Mat là nhánh phát xuất từ Sikh có một sinh hoạt tâm linh đặc thù, không nặng nghi thức của tôn giáo, vì vậy, quan niệm về một Thượng đế cũng hoàn toàn thoát xác. Kể từ đạo sư thứ 11, Guru Gobind Singh Ji, đạt được cảnh giới tâm linh, gọi là minh sư, Sant Mat đã truyền thừa qua. Sant Mat cố gắng phục hồi lại khuynh hướng đầu tiên của Đạo sư Nanak mà thời gian dài xuống cấp như tôn giáo đã xuống cấp từ hệ thống tâm linh thuần túy.

## Đặc trưng

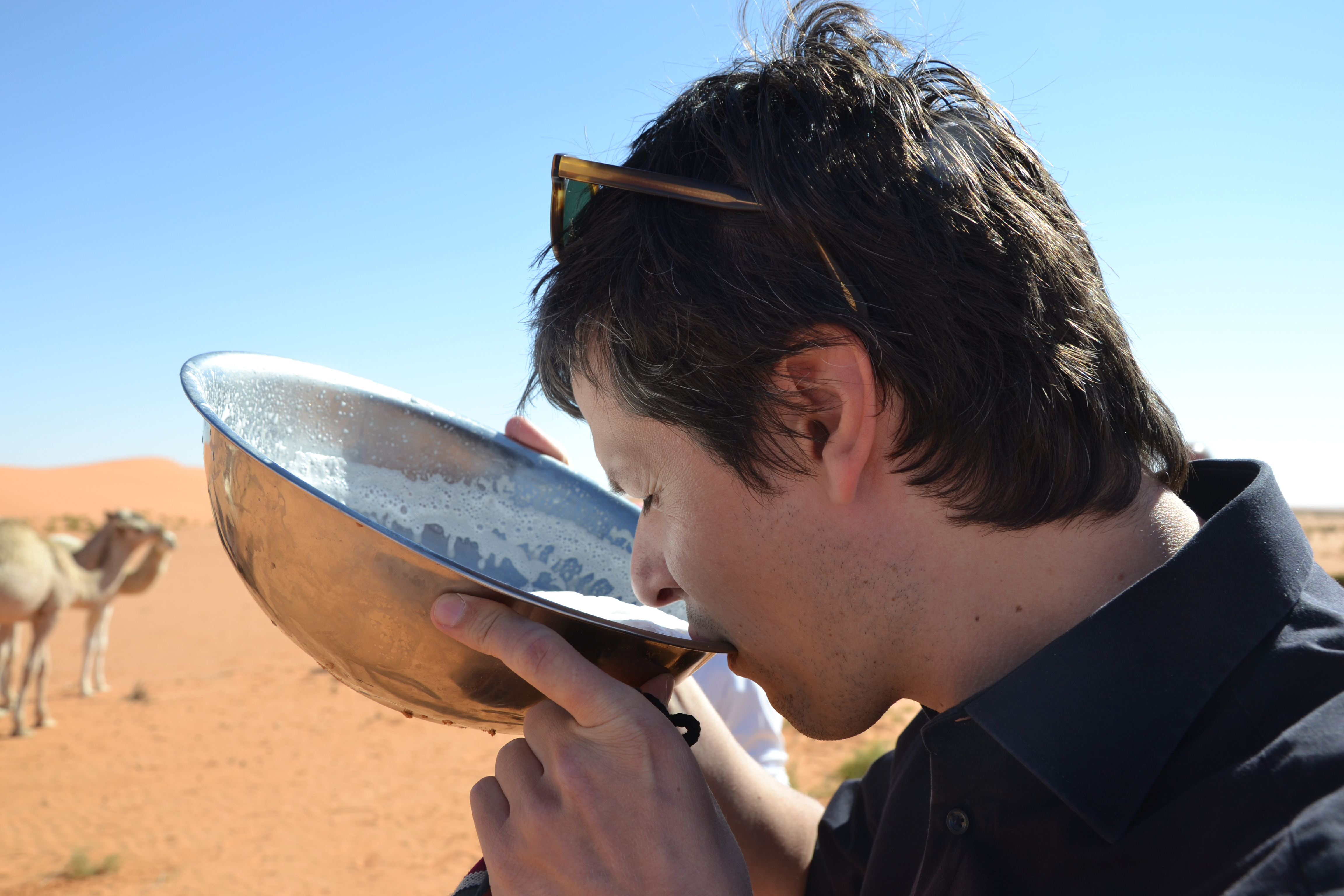
Hành giả Sant Mat không uống sữa và dùng các chế phẩm sữa

Sant Mat không có khuynh hướng truyền giáo, nhưng luôn nghênh đón những ai đến với Sant Mat, nên vậy là dù cho không chủ trương truyền bá như các tôn giáo khác, nhưng hệ phái Sant Mat trong chính bản thân nó vẫn luôn sẵn sàng chấp nhận người mới đến để hướng dẫn việc tu tập thuần túy tâm linh cho những ai tự nguyện đến với Sant Mat. Ở đây, việc hành trì rất nghiêm ngặt trong giới luật cũng như thọ dụng, sinh hoạt trong cuộc sống khá khắt khe. Sant Mat chủ trương tự nỗ lực lao động và chia sẻ thành quả lao động cho mọi người mà không thọ nhận của những ai không cùng trong pháp môn tu tập.
Đời sống của một vị hành giả Sant Mat là tuyệt đối trai tịnh giống như trai giới, không dùng vật thực và vật dụng liên hệ đến sinh mạng chúng sanh, sinh mệnh của các loài vật như không dùng các sản phẩm động vật như: sữa, mật ong, yến sào, trứng cho dù là trứng công nghiệp đi chăng nữa, các loại da động vật. Không sử dụng chất say xỉn, chất gây mê, túy lúy, kể cả tiền chất. Không tạo thói quen đam mê, đê mê và cảm giác ham muốn, thèm khát. Năm giới căn bản của cư sĩ Phật giáo được Sant Mat triệt để tuân thủ. Về tinh thần và thể nghiệm như không trụ chấp vào bất cứ hiện tượng tâm linh nào trong quá trình tu tập, tâm buông xả tuyệt đối, hạn chế hướng ngoại của các giác quan để hướng tâm vào hành trì miên tục. 